# Джордж Флойд
Джо́рдж Фло́йд (англ. George Floyd; 14 жовтня 1973, Феєтвілл — 25 травня 2020, Міннеаполіс) — афроамериканець, убивство якого спричинило хвилю протестів  у США. Народився у Феєтвіллі, Північна Кароліна; ріс у Г'юстоні, Техас.

## Життєпис
В юності займався баскетболом і американським футболом. Мав неповну вищу освіту: навчався в Комунальному коледжі Південної Флориди і Техаському університеті A&M. Працював автомеханіком; цікавився репом, хіп-хопом; був наставником молоді в негритянській протестантській церкві Г'юстона. Неодноразово його затримувала поліція за крадіжки і зберігання наркотиків. Арештований за збройний грабіж і вторгнення в чужу оселю в компанії 5 осіб (2007), засуджений до 5-річного ув'язнення (2009—2013). Після звільнення переїхав до Міннеаполіса, Міннесота. Працював водієм вантажівки й охоронцем. Брав участь в акціях за заборону носіння вогнепальної зброї в США. Втратив роботу через пандемію коронавірусу.

### Убивство
Джордж Флойд був убитий поліцейським офіцером Дереком Шовіном після того, як Флойда затримали за підозрою у використанні фальшивих грошей. Шовін протягом кількох хвилин опирався коліном на лопатки Флойда, через що той ймовірно задихнувся. Відео убивства розлетілося інтернетом і спричинило масштабні соціальні наслідки.

## Наслідки вбивства
Убивство Флойда поліцією спричинило масові демонстрації афроамериканців, соціалістів, антифашистів та інших сил, невдоволених сукупністю різних факторів: расовою політикою, соціальною нерівністю, поліцейським свавіллям, місцевою владою, суспільним устроєм, президентством Трампа тощо. Демонстрації переросли у заворушення і масові протести у США та інших країнах. Мер Міннеаполіса ввів комендантську годину через протести.
Флойд залишив по собі дружину та 5 дітей. Для родини Джорджа Флойда було зібрано 13 млн доларів пожертв. Різні релігійні академічні установи США провели меморіальні панахиди та встановили гранти на честь Флойда.
Родичі Флойда подали до суду на місто Міннеаполіс і чотирьох співробітників поліції, стверджуючи, що поліція застосувала надмірну силу проти нього і порушила його конституційні права. У березні 2021 року влада міста Міннеаполіс досягла мирової угоди з сім’єю Джорджа Флойда про виплату на суму 27 мільйонів доларів.